# Eisackkreis

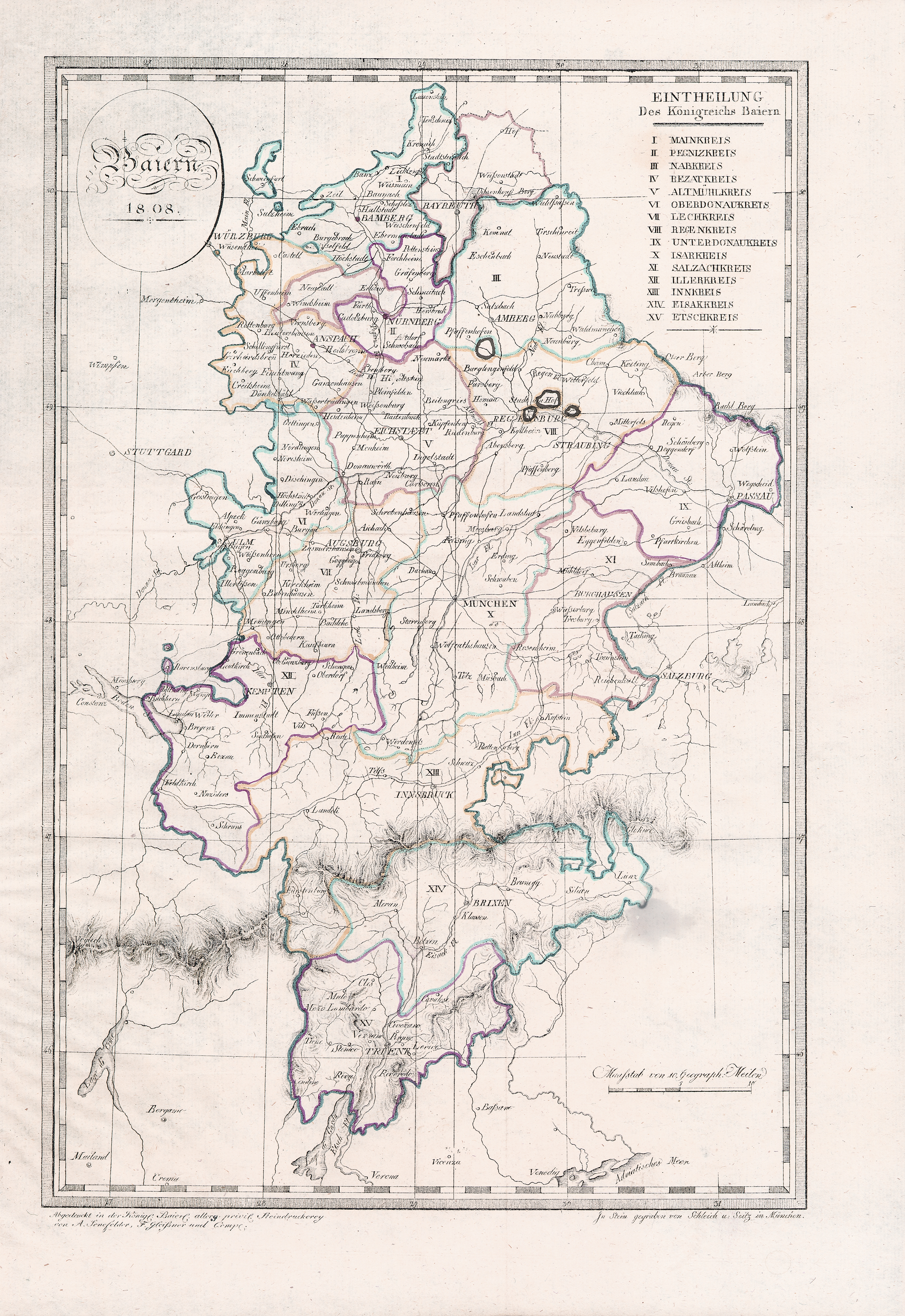
Bayerns Einteilung in Kreise im Jahr 1808

Der Eisackkreis im heutigen Südtirol war ab 1806 bis 1810 einer der Kreise des Königreichs Bayern.

## Gliederung

### Kreisunmittelbare Städte
Bozen – Brixen

### Landgerichte
Der Kreis gliederte sich in folgende Landgerichte älterer Ordnung:
Bozen, Brixen, Bruneck, Klausen, Lienz, Meran, Sillian.

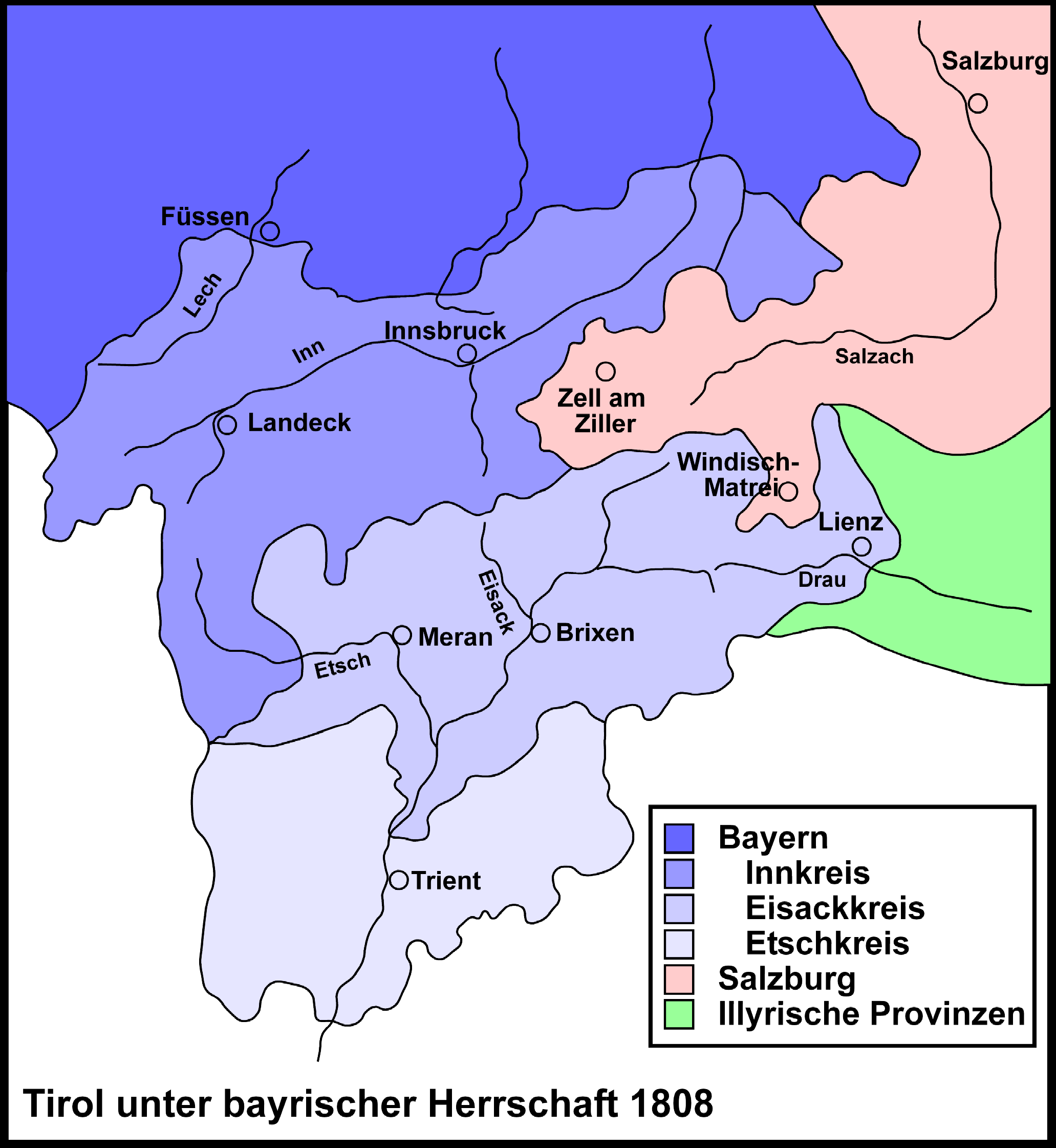
Der neugebildete Eisackkreis 1808

## Geschichte
Im Jahr 1808 kam es zu einer grundlegenden Neuordnung der Verwaltung Bayerns, die von Maximilian von Montgelas initiiert wurden. Montgelas war damals der leitende Minister des zwei Jahre zuvor gegründeten Königreichs Bayern. Im Rahmen dieser Reform wurde auch die mittlere Verwaltungsebene komplett umgestaltet, wobei die historisch gewachsenen Territorialeinheiten aufgelöst und stattdessen fünfzehn administrative Kreise geschaffen wurden, zu denen auch der Eisackkreis gehörte.
Der Eisackkreis mit der Hauptstadt Brixen umfasste nach der Annexion Tirols zunächst sieben Landgerichte und ab 1809 die kreisunmittelbaren Städte Bozen und Brixen. Die Missachtung der alten Tiroler Wehrverfassung (Landlibell Kaiser Maximilians I. von 1511) und die Wiedereinführung der josephinischen Kirchenreform durch den bayerischen Minister Montgelas sorgte für Unmut. Auch die Eingriffe in das religiöse Leben (Verbot von Christmette, Prozessionen und Wallfahrten, Rosenkranz etc.) führten zum sogenannten Kirchenkampf des Klerus und der einfachen Bevölkerung. Die Zwangsaushebung von Rekruten für die Bayerische Armee führte schließlich zum Aufstand, der am 9. April 1809 in der Tiroler Hauptstadt Innsbruck begann. Andreas Hofer stellte sich an die Spitze der antibayerischen Bewegung. Bereits am 11. April konnte er sich bei Sterzing gegen die Bayern durchsetzen. Am 12. April kam es zur ersten Bergisel-Schlacht um Innsbruck und schon zwei Tage später konnten die Österreicher in Innsbruck einziehen. Den bayerischen und französischen Truppen gelang es jedoch, Teile Tirols wieder unter ihre Kontrolle zu bringen und Innsbruck zurückzuerobern. Nachdem sich am 13. Mai die bayerisch-französischen Truppen in einer blutigen Schlacht bei Wörgl durchgesetzt hatten, kam es am 25. und am 29. Mai zu zwei weiteren Schlachten am Bergisel, wobei sich die bayerischen Truppen am 29. Mai geschlagen ins Unterinntal zurückziehen mussten. Es folgte der Znaimer Waffenstillstand mit erneuter Besetzung Tirols durch napoleonische Truppen. Dem Aufruf zum Landsturm folgte ein erneuter Sieg der Tiroler am 13. August gegen Marschall Lefebvre. Der Friede von Schönbrunn motivierte Hofer erneut zum Aufstand, der allerdings am 1. November 1809 mit der Niederlage der Tiroler am Bergisel endete.
Die südlichen italienischen Sprachgebiete und der südlichste Teil des deutschsprachigen Tirols (einschließlich Bozen) wurden in der Folge 1810 zum italienischen Königreich geschlagen; Osttirol mit Lienz, Sillian und Matrei wurde Teil der Illyrischen Provinzen Frankreichs. Der restliche Eisackkreis wurde dem bayerischen Innkreis zugeteilt. Nach der Niederlage Napoleons 1813/14 kam Tirol als Ganzes wieder zu Österreich.